# Pierrefitte-en-Beauvaisis
Pierrefitte-en-Beauvaisis är en kommun i departementet Oise i regionen Hauts-de-France i norra Frankrike. Kommunen ligger i kantonen Beauvais-Nord-Ouest som tillhör arrondissementet Beauvais. År 2022 hade Pierrefitte-en-Beauvaisis 365 invånare.

## Befolkningsutveckling
Antalet invånare i kommunen Pierrefitte-en-Beauvaisis
| Referens: INSEE |